# Sahel algerino
Il Sahel algerino (in arabo ساحل الجزائر‎?) è una regione geografica situata in Algeria che si estende dal massiccio del Bouzaréah che domina la città di Algeri, fino al monte Chenoua, separando la piana di Mitidja dal mar Mediterraneo. L'unico emissario naturale che attraversa la regione è il Wadi Mazafran.
| Controllo di autorità | VIAF (EN) 173037470 · BNF (FR) cb15209455r (data) |